# Ewo
Ewo – miasto w Kongu; stolica regionu Cuvette-Ouest; 5 tys. mieszkańców (2006). Przemysł spożywczy, włókienniczy.